# William Gear (Maler)
William Gear (* 2. August 1915 in Methil; † 27. Februar 1997 in Birmingham) war ein schottischer Maler.

## Leben
William Gear gilt als einer der bedeutsamsten abstrakten Maler seiner Generation, insbesondere in Neuseeland hatten seine Gemälde großen Einfluss auf die folgenden Künstlergenerationen. Sein Gemälde Autumn Landscape wurde 1951 beim Festival of Britain mit einem Preis ausgezeichnet, was damals für öffentliche Furore sorgte. Sein Gemälde March Landscape wird in der Suter Gallery in Neuseeland ausgestellt. Die erste Ausstellung des Gemäldes löste damals eine öffentliche Debatte über die Moderne Kunst in Neuseeland aus. Das Gemälde wurde von der Suter Gallery später in March Landscape umbenannt. Neben der Malerei war Gear auch einer der ersten Künstler in Großbritannien, der die Siebdrucktechnik einsetzte, außerdem gestaltete er über hundert Tapeten- und Stoffmuster. Im Jahr 2015 wurden zu Ehren seines 100. Geburtstags Ausstellungen in bedeutenden britischen Museen und Galerien veranstaltet.

## Auszeichnungen, Mitgliedschaften und bedeutende Positionen
- ab 1953: London Group
- 1958 bis 1964: Kurator an der Tower Galerie in Eastbourne, London
- 1964 bis 1975: Leiter der Fakultät bildende Kunst am Birmingham College of Art
- 1966: Royal Birmingham Society of Artists; Gastdozent an der Nationalgalerie von Victoria, Melbourne
- 1967: David Cargil Preis des Glasgow Institute of Fine Arts
- 1968: National Council for Diplomas in Art and Design
- 1971: National Council for Diplomas in Art and Design, als gewähltes Mitglied
- 1975: Lorne Fellowship
- 1997: Leporello Preis von der Landesregierung Niedersachsen